# The Music Man (film)
The Music Man is een Amerikaanse film uit 1962 van Morton DaCosta met in de hoofdrollen Robert Preston en Shirley Jones.
Het scenario voor de film is gebaseerd op de gelijknamige Broadwaymusical uit 1957 geschreven door Meredith Willson en Franklyn Lacey. The Music Man was een groot succes in de bioscopen en bracht meer dan 8 miljoen op in 1962. Uiteindelijk zou de film $14.953.846 in de VS alleen al opbrengen. Ook de kritiek was enthousiast en de film werd  genomineerd voor zes Oscars. Eén Oscar, voor de beste filmmuziek, werd uiteindelijk verzilverd.
In 2000 werd de film voor conservatie opgenomen in het National Film Registry van de Library of Congress van de VS.

## Verhaal
Het stadje River City in Iowa krijgt in de zomer van 1912 bezoek van Harold Hill. Hill noemt zich professor, maar is in werkelijkheid een oplichter die graag de goedgelovige burgers het geld uit de zak wil praten. Al snel heeft hij zijn plannetje klaar. De streng gelovige burgers van River City zijn namelijk van mening dat de pas geopende biljarthal hel en verdoemenis heeft gebracht. Hill weet de inwoners ervan te overtuigen dat de oprichting van een harmonie voor jongens een einde zal maken aan de corruptie van de jeugdige zieltjes. Uiteraard verkoopt Hill hiervoor de benodigde instrumenten en uniformen en hij belooft ook nog eens de jochies te leren spelen. Samen met zijn partner, de staljongen Marcellus Washburn, weet Hill iedereen ervan te overtuigen dat hij een gediplomeerd en ervaren muzikant is, afgestudeerd aan het conservatorium van Gary, Indiana. Het geld dat de bevolking van River City aan Hill geeft, wordt er gelijk door hem doorheen gejaagd. De enige die hem door lijkt te hebben is Marian Paroo, de pianolerares en bibliothecaresse. Maar voordat ze haar verdenkingen kan doorgeven aan de burgemeester wordt ze door Hill ingepalmd. Hij vertelt haar van zijn 'Gedachtemethode', waarmee iedereen kan leren spelen op basis van het denken aan het Menuet in G van Beethoven. Marian is niet de enige die valt voor Hills gladde praatjes, het ruziemakende bestuur van de lokale school transformeert onder zijn leiding in een barbershop-kwartet. Als de instrumenten en uniformen eindelijk aankomen is de tijd gekomen dat Hill moet vertrekken. Maar ondanks aansporingen van Marcellus kan de oplichter geen afscheid nemen, hij is verliefd op Marian. Dan arriveert Charlie Cowell, een handelsreiziger, in het stadje. Zijn doel is de ontmaskering van Harold Hill. Als Marian aan Cowell vraagt om Hill met rust te laten, krijgt ze te horen dat haar geliefde in elke stad pianoleraressen heeft verleid. Al snel krijgt de lokale bevolking door dat ze zijn opgelicht en ze openen de jacht op Hill. De laatste wordt naar het gemeentehuis gebracht waar de harmonie gereed staat. Wanhopig staat Hill nu voor de groep jongens die geen noot kunnen spelen. Dan gebeurt er een wonder. Hill roept uit dat iedereen moet spelen volgens zijn 'Gedachtemethode' en tot zijn verbijstering klinkt een ruwe versie van het Menuet in G uit de instrumenten. Voor de ogen van de al even verbaasde bevolking paradeert de harmonie in alle pracht en praal door de straten van River City. Ze worden geleid door een stralende Harold Hill en Marian.

## Rolverdeling
| Acteur           | Personage                |
| ---------------- | ------------------------ |
| Robert Preston   | Harold Hill              |
| Shirley Jones    | Marian Paroo             |
| Buddy Hackett    | Marcellus Washburn       |
| Paul Ford        | George Shinn             |
| Hermione Gingold | Eulalie Mackechnie Shinn |
| Ron Howard       | Winthrop Paroo           |
| Pert Kelton      | Mevr. Paroo              |
| Vern Reed        | Jacey Squires            |
| Al Shea          | Ewart Dunlop             |
| Bill Spangenberg | Olin Britt               |
| Wayne Ward       | Oliver Hix               |
| Timmy Everett    | Tommy Djilas             |
| Susan Luckey     | Zaneeta Shinn            |
| Harry Hickox     | Charlie Cowell           |
| Charles Lane     | Politieagent Locke       |
| Adnia Rice       | Alma Hix                 |
| Peggy Mondo      | Ethel Toffelmier         |
| Mary Wickes      | Mevr. Squires            |
| Sara Seegar      | Maud Dunlop              |
| Ronnie Dapo      | Norbert Smith            |
| Jesslyn Fax      | Avis Grubb               |
| Monique Vermont  | Amaryllis                |

## Voorgeschiedenis
Meredith Willson was nauwelijks bekend toen hij in 1949 begon te schrijven aan The Music Man. Hij had een aantal liedjes geschreven voor Broadwaymusicals, en voor radio en film. Zijn grootste prestatie was de achtergrondmuziek voor de film The Great Dictator (1940) van Charlie Chaplin. Bijna acht jaar werkte Willson aan zijn musical, gebaseerd op zijn kindertijd in Iowa, toen hij piccolo speelde in de band van John Philip Sousa. De producenten die hem aan het begin steunden, lieten hem vallen en alleen zijn mentor Frank Loesser bleef over. Loesser produceerde uiteindelijk The Music Man op Broadway. Het werd een succes. De musical opende op 19 december 1957 in het Majestic Theater en haalde 1375 voorstellingen en kreeg een Tony Award voor Beste musical in 1958. Aanvankelijk zou bandleider Phil Harris de rol van Harold Hill spelen, maar die had geen trek in Broadway. Vervolgens werd de rol aangeboden aan Gene Kelly, Danny Kaye en Ray Bolger. Geen van hen wilde de rol spelen, waarna Robert Preston werd aangetrokken. De filmrechten werd uiteindelijk verkocht aan Warner Bros.

## Scenario
Bij het schrijven van het scenario werd er weinig veranderd ten opzichte van het libretto van de Broadwaymusical. Op een na werden alle liedjes gebruikt (zie ook het onderdeel Liedjes). Wel werden bepaalde uitspraken aangepast. Een kreet als Jeely Kly! dat het personage Tommy Djilas uitroept, werd gezien als te bepalend voor het accent van het middenwesten van de VS. Het werd veranderd in Great Honk!, wat zo iets betekent als 'Grote goedheid!'. Een van de uitdrukkingen bevat het woord 'Shipoopi'; dit had Meredith Willson zelf bedacht en had verder geen betekenis.

## Acteurs
Voor de film werd een aantal spelers van de originele Broadway-musical aangetrokken, Pert Kelton bijvoorbeeld en het barbershop quartet The Buffalo Bills. Ook Robert Preston had de rol van Harold Hill met groot succes op het toneel gespeeld. Toch was hij niet de eerste keuze voor de rol. In de filmwereld was hij eerder bekend als een acteur die speelde in B-films of bijrollen in A-films. Studiobaas Jack Warner wilde liever een echte ster in de hoofdrol en stelde voor Cary Grant in te zetten als Hill. Grant weigerde de rol echter, waarop Warner voorstelde om de rol te geven aan Frank Sinatra of Bing Crosby. De auteur van de musical, Meredith Willson, ging echter dwarsliggen, hij wilde Preston, waarna Warner toegaf. Voor Preston
betekende het zijn grote doorbraak.

## Productie
De harmonie aan het einde van de film was in werkelijkheid de band van de Universiteit van Zuid Californië, de 'Spirit of Troy' genaamd. Het opnemen van de eindscène waar de band door de stad marcheert kostte acht uur, verdeeld over twee dagen. De band speelde op instrumenten die waren gemaakt door de Olds Instrument Company in Fullerton, Californië.

## Filmmuziek
De volgende liedjes zijn in de film te horen (tekst en muziek: Meredith Willson):
- Ya Got Trouble – uitgevoerd door Robert Preston en ensemble
- Piano Lesson / If You Don't Mind My Saying So – uitgevoerd door Shirley Jones en Pert Kelton
- Goodnight, My Someone – uitgevoerd door Shirley Jones
- Ya Got Trouble / Seventy-six Trombones – uitgevoerd door Robert Preston en ensemble
- Sincere – uitgevoerd door de Buffalo Bills
- The Sadder But Wiser Girl – uitgevoerd door Robert Preston
- Pick-a-Little, Talk-a-Little – uitgevoerd door Hermione Gingold en Biddys
- Marian The Librarian – uitgevoerd door Robert Preston
- Being in Love – uitgevoerd door Shirley Jones
- Gary, Indiana – uitgevoerd door Robert Preston
- Wells Fargo Wagon – uitgevoerd door het ensemble
- Lida Rose / Will I Ever Tell You – uitgevoerd door de Buffalo Bills en Shirley Jones
- Gary, Indiana (Reprise) – uitgevoerd door Ron Howard
- Lida Rose (Reprise) uitgevoerd door de Buffalo Bills
- Shipoopi – uitgevoerd door Buddy Hackett en ensemble
- Till There Was You – uitgevoerd door Shirley Jones
- Goodnight, My Someone – uitgevoerd door Shirley Jones, Robert Preston en ensemble
- Seventy-six Trombones - uitgevoerd door ensemble

Het liedje My White Knight, uit de Broadwayproductie werd vervangen door Being in Love. Aangezien Meredith Willson delen van de oorspronkelijke tekst hergebruikte was er niet echt sprake van een compleet nieuw liedje. Wel veranderde Willson de toonhoogte, waarmee het nummer beter paste bij  het stembereik van Shirley Jones. Volgens een hardnekkige legende was er eigenlijk een andere reden voor het vervangen van My White Knight. Er werd gefluisterd dat het nummer eigenlijk was geschreven door Frank Loesser, de mentor van Meredith. Loesser had zijn pupil acht jaar begeleid bij het schrijven van de musical en zou geweigerd hebben om het nummer aan Warner Bros. te verkopen. Het is echter nooit bewezen dat Loesser de auteur was van het nummer.

## Prijzen en nominaties
De film werd onderscheiden met een Oscar voor de beste filmmuziek en kreeg nominaties voor Beste film, Beste kostuums, Beste decors, Beste montage en Beste geluid.

## Trivia
- Actrice Shirley Jones was enthousiast begonnen aan de film, tot ze merkte dat ze zwanger was. Tijdens een lunch lichtte ze regisseur/producent Morton DaCosta in. DaCosta stelde haar gerust en zei dat hij het probleem zou ondervangen door de kostuums te laten veranderen en Jones vanaf haar heupen te filmen. Hij liet haar echter beloven tegen niemand iets te zeggen. Robert Preston kwam het echter spoedig te weten. Bij de opnames van een liefdesscène bij een voetbrug schopte de baby terwijl Preston Shirley Jones wilde kussen. Preston schrok en riep: "Wat is dat?". Jones antwoordde: "Dat is Patrick Cassidy, zeg maar hallo!" Jaren later ontmoette Patrick Cassidy, inmiddels volwassen, de voormalige tegenspeler van zijn moeder. Hij zei, "Hallo, ik ben Patrick Cassidy". "Ik weet het, we hebben elkaar al eens ontmoet", antwoordde Preston gevat.
- De liederen Seventy-six trombones en Goodnight my someone hebben dezelfde noten, afgezien van de triolen,  maar het ritme en de maatsoort zijn heel anders.